# 壽教寺 (多治見市)
壽教寺（寿教寺・じゅきょうじ）は岐阜県多治見市宝町にある臨済宗南禅寺派の寺院。山号は巨欣山。

## 歴史
寺伝によれば寛永12年(1672年)に創建され、虎渓山永保寺塔頭の林巣庵より要津が来住したが、四代以降は明治まで中絶したと伝わる。
しかし文政11年(1828年)と天保11年(1840年)の「七年目人別帳」には、「僧一人　俗一人」と記されている。
明治初年に、太宗玄乗が来住して再興したが、大正2年(1913年)に火災によって焼失し、
大正の終わりから昭和の始めにかけて本堂が再建された。
境内には薬師堂と庚申堂がある。